# Adnan Mohammad
Adnan Mohammed (født 2. juli 1996) er en Pakistansk fodboldspiller af pakistansk herkomst, der på nuværende tidspunk spiller for VB 1968 i Danmarkserien . Han har tidligere spillet for den danske superligaklub Lyngby Boldklub, FC Helsingør, FC Nordsjælland og den norske 1. divisionsklub Arendal FK.

## Karriere

### FC Nordsjælland
Mohammed blev permanent flyttet op i førsteholdstruppen i sommeren 2015 i en alder af 18 år og fik sin kontrakt forlænget.
Den 27. september fik Mohammed sin debut i Superligaen i en 2-0-sejr over AGF, da han blev skiftet ind i det 93. minut i stedet for Marcus Ingvartsen.

### Arendal FK
Efter blot at have spillet 11 Superligakampe for FC Nordsjælland skiftede Mohammad til den norske klub Arendal FK. den 30. marts 2017.
Mohammed spillede sin første kamp for klubben den 9. april 2017 imod Ull/Kisa. Efter blot tre måneder blev hans kontrakt ophævet, idet han fandt det svært at falde til i det nye land, samt at han ønskede at vende tilbage til Danmark.

### FC Helsingør
Den 13. juli 2017 skiftede Mohammed til den nyoprykkede Superligaklub FC Helsingør.

### Lyngby Boldklub
Den 5. september 2018 skiftede Mohammed til 1. divisionsklubben Lyngby Boldklub.